# 2330 Ontake
2330 Ontake је астероид главног астероидног појаса са пречником од приближно 33,05 .
Афел астероида је на удаљености од 3,305 астрономских јединица (АЈ) од Сунца, а перихел на 3,051 АЈ.
Ексцентрицитет орбите износи 0,040, инклинација (нагиб) орбите у односу на раван еклиптике 8,665 степени, а орбитални период износи 2070,007 дана (5,667 година).
Апсолутна магнитуда астероида је 11,30 а геометријски албедо 0,048.
Астероид је откривен 18. фебруара 1977. године.